# Семмі Лоугорн
Се́ммі Ло́угорн (англ. Sammy Lawhorn), повне ім'я Се́мюел Де́від Ло́угорн (англ. Sammy David Lawhorn; 12 липня 1935, Літл-Рок, Арканзас — 29 квітня 1990, Чикаго, Іллінойс) — американський блюзовий гітарист-сайдмен і співак. Співпрацював з Віллі Коббсом і Мадді Вотерсом.

## Біографія
Семюел Девід Лоугорн народився 12 липня 1935 року в Літл-Рок, штат Арканзас. У віці 15 років розпочав музичну кар'єру, коли акомпанував Емлору Міклу відомому під сценічним ім'ям Дріфтінг Слім. За підтримки Сонні Бой Вільямсона II почав виступати разом з ним на радіо-шоу «King Biscuit Radio Show». У Х'юстона Стекхауса брав уроки гри на слайд-гітарі. У 1953–1958 проходив службу у Військово-морських силах США, тоді ж близько 5 років пропрацював аерофотографом на розвідувальному літаку у Кореї, був поранений. Після звільнення за станом здоров'я у 1958 році оселився у Мемфісі (Теннессі), де почав записуватися з такими музикантами як Рой Браун, Едді Бойд (1961), the Five Royales і Віллі Коббс.
Наприкінці 1950-х переїхав до Чикаго. З початку середини 1960-х почав грати з Мадді Вотерсом (у 1957 році гурт Вотерса залишив Джиммі Роджерс, аби розпочати сольну кар'єру, тому місце другого гітариста було вакантне); найперші записи «My Dog Can't Bark» і «Birdnest on the Ground». Разом з Вотерсом виступив у програмі The Blues на канадському телебаченні. Співпрацював з Вотерсом до кінця 1970-х років (взяв участь у записах Live (At Mr. Kelly's) і The London Muddy Waters Sessions). Також акомпанував у складі гурту Вотерса таким музикантами як Біг Мама Торнтон, Джон Лі Гукер і Отіс Спенн. У 1973 році був звільнений з гурту за пияцтво.
Після того як залишив Вотерса, Лоугорн організував власний гурт, з яким концертував у клубах Чикаго (зокрема регулярно виступав у клубі Theresa's). Брав участь у записах альбомів I Got What It Takes (1975) Коко Тейлор, On Tap (1974) Джуніора Веллса і Take Me Back (1987) Джеймса Коттона.
Помер 29 квітня 1990 року у віці 54 років в Чикаго, Іллінойс.

## Дискографія
- The Bluesmen of the Muddy Waters Chicago Blues Band, vol. 2 (Spivey, 1968)
- Living Chicago Blues Volume 3 (Alligator, 1978) з Пайнтопом Перкінсом
- After Hours (Isabel, 1980)